# Plagiostropha costata
Plagiostropha costata là một loài ốc biển, là động vật thân mềm chân bụng sống ở biển trong họ Drilliidae.